# Phelliactis spinosa
Phelliactis spinosa är en havsanemonart som först beskrevs av Oscar Henrik Carlgren 1928.  Phelliactis spinosa ingår i släktet Phelliactis och familjen Hormathiidae. Inga underarter finns listade i Catalogue of Life.